# (467300) 2016 EZ198
(467300) 2016 EZ198 es un asteroide perteneciente al cinturón de asteroides, descubierto el 19 de marzo de 2001 por el equipo Spacewatch desde el Observatorio Nacional de Kitt Peak (Arizona, Estados Unidos).